# Área metropolitana de Washington D. C.
El área metropolitana de Washington D. C., formalmente conocida como área metropolitana de Washington–Arlington–Alexandría, DC–VA–MD–WV MSA, y también como la Región Capital Nacional (en inglés: National Capital Region), es un área metropolitana centrada en Washington D. C., la capital de Estados Unidos. El área incluye la capital completa y parte de los estados de Maryland y Virginia, además de una pequeña porción de Virginia Occidental. Está definida por la Oficina de Administración y Presupuesto de los Estados Unidos. A su vez, forma parte del área metropolitana de Baltimore-Washington D. C., la cuarta área metropolitana combinada más poblada de los Estados Unidos.
El área metropolitana de Washington es considerada como la más «educada» y «eficiente» en los Estados Unidos. Según estimaciones de la Oficina del Censo de los Estados Unidos, al 2008, la población del área metropolitana de Washington D. C., era estimada en 5.358.130 personas, convirtiéndola en la novena área metropolitana en el país.
Algunas agencias federales, como el Departamento de Seguridad Nacional, se refieren al área como la Región Capital Nacional. Mientras que la parte de Virginia se le conoce como Norte de Virginia.

## Composición

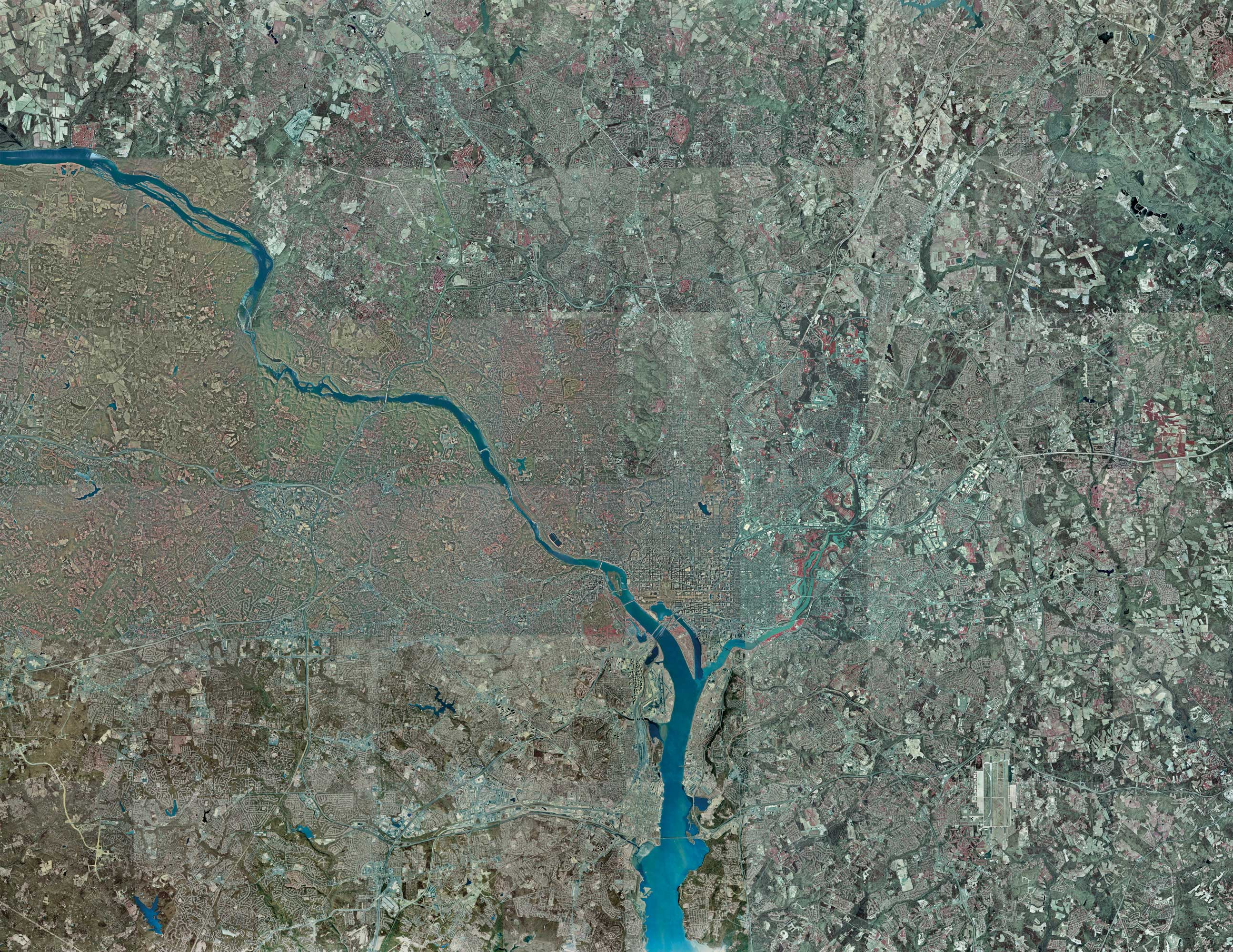
Vista aérea del Área metropolitana

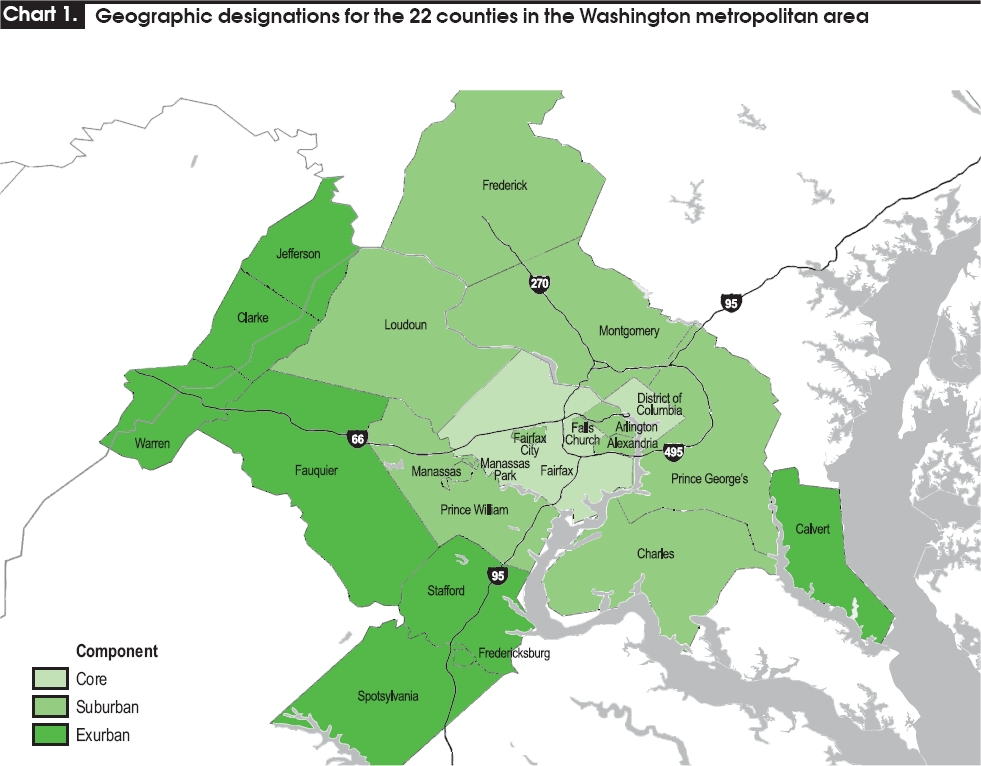
Mapa mostrando los condados regionales

El Área Metropolitana de Washington D. C. incluye al Distrito de Columbia y partes de los estados de Maryland, Virginia y Virginia Occidental. Está dividido en dos regiones metropolitanas:
- la División Metropolitana de Washington–Arlington–Alexandria, DC–VA–MD–WV, que comprende la mayor parte del área metropolitana, y;
- la División Metropolitana de Bethesda–Gaithersburg–Frederick, MD, que comprende de los condados de Montgomery y Frederick.

### Subdivisiones políticas
El área incluye a los siguientes condados, distritos y ciudades independientes,  junto con su población según los resultados del censo 2010:

#### Distrito de Columbia
- Washington D. C., – 601.723 habitantes

#### Maryland
Los siguientes condados están categorizados como parte del Área de Estadística Metropolitana de Washington–Arlington–Alexandria, DC–VA–MD–WV:
- Condado de Calvert, – 88.737 habitantes
- Condado de Charles, – 146.551 habitantes
- Condado de Frederick, – 233.385 habitantes
- Condado de Montgomery, – 971.777 habitantes
- Condado de Prince George, – 863.420 habitantes

#### Virginia
Condados:
- Condado de Arlington, – 207.627 habitantes
- Condado de Clarke, – 14.034 habitantes
- Condado de Fairfax, – 1.081.726 habitantes
- Condado de Fauquier, – 65.203 habitantes
- Condado de Loudoun, – 312.311 habitantes
- Condado de Prince William, – 402.002 habitantes
- Condado de Spotsylvania, – 122.397 habitantes
- Condado de Stafford, – 128.961 habitantes
- Condado de Warren, – 35.575 habitantes

Ciudades independientes:
- Ciudad de Alexandria, – 139.966 habitantes
- Ciudad de Fairfax, – 22.565 habitantes
- Ciudad de Falls Church, – 12.332 habitantes
- Ciudad de Fredericksburg, – 24.286 habitantes
- Ciudad de Manassas, – 37.821 habitantes
- Ciudad de Manassas Park, – 14.273 habitantes

#### Virginia Occidental
- Condado de Jefferson, – 53.498 habitantes

### Área Estadística Metropolitana Combinada
El Área Estadística Metropolitana Combinada de Washington-Baltimore-Northern Virginia, DC-MD-VA-WV CSA está formada por el área metropolitana de Washington D. C. junto con:
- el Área Estadística Metropolitana de Baltimore-Towson, MD MSA;
- el Área Estadística Metropolitana de Hagerstown-Martinsburg, MD-WV MSA;
- el Área Estadística Metropolitana de Winchester, VA-WV MSA;
- el Área Estadística Micropolitana de Lexington Park, MD µSA; y
- el Área Estadística Micropolitana de Culpeper, VA µSA;

totalizando 8.842.111 habitantes en un área de 30.830,7 km².

## Principales ciudades

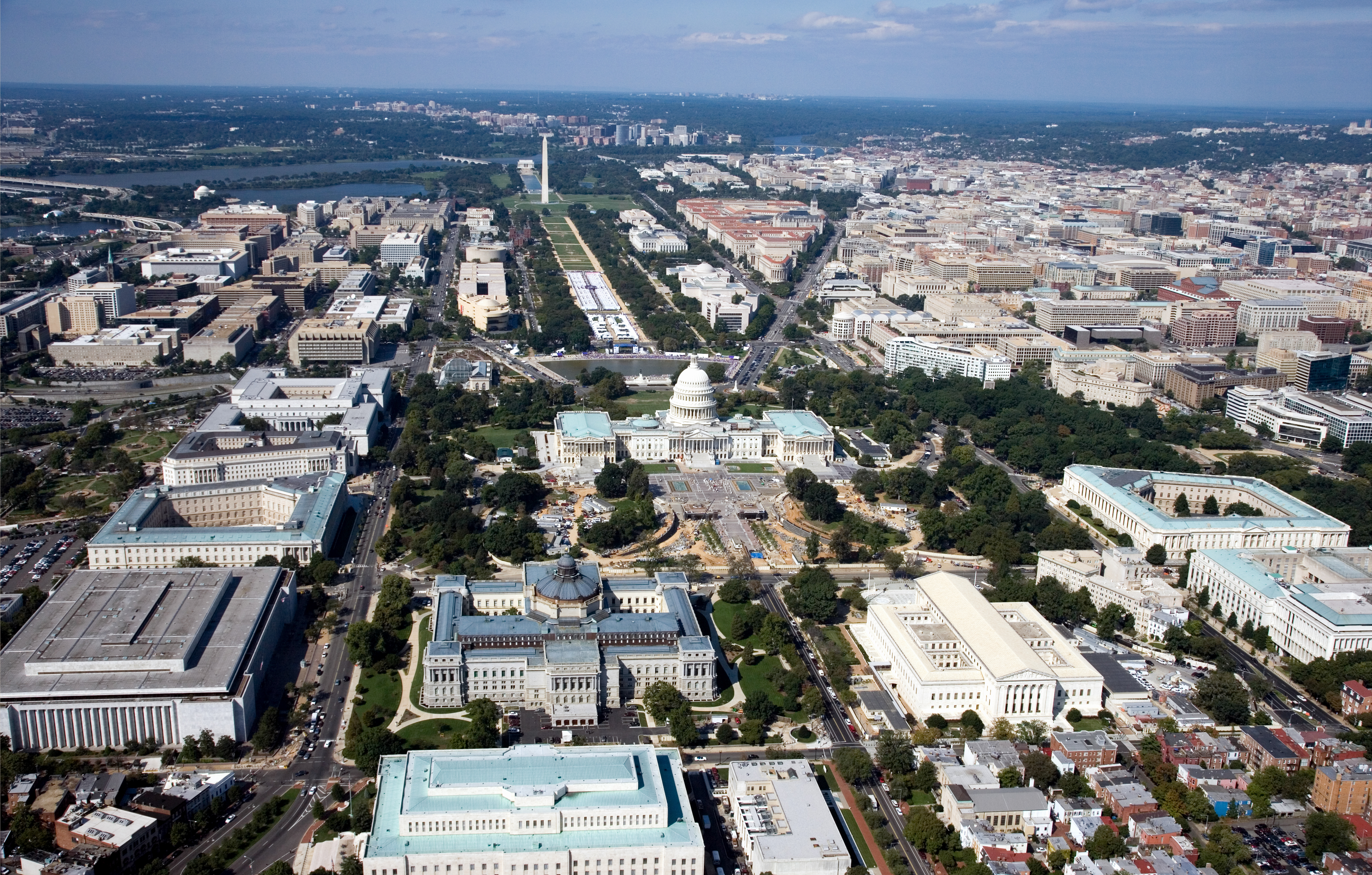
Vista de Washington con edificios de Arlington y Tysons Corner en el fondo

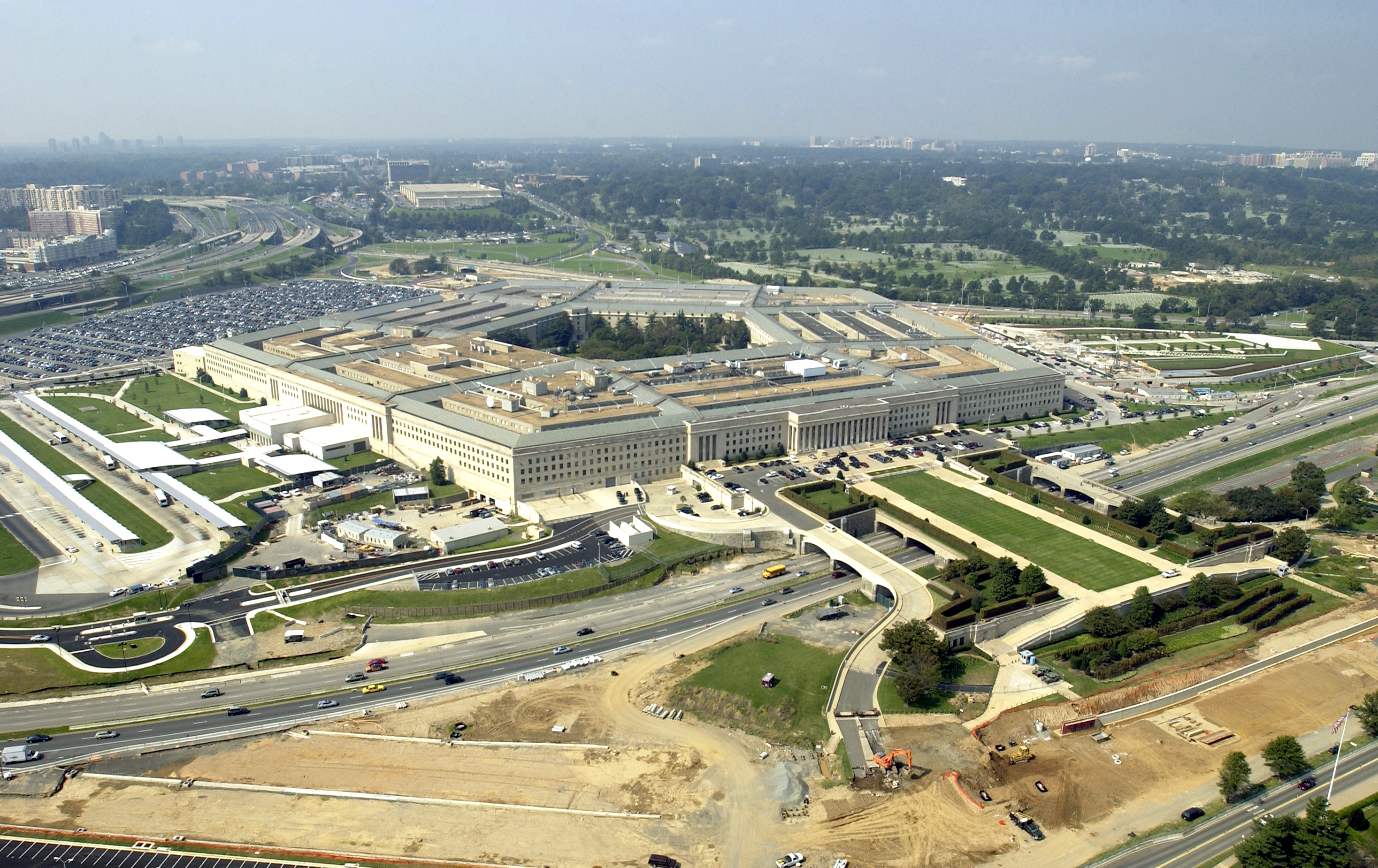
Vsta de Arlington con vista de Bailey's Crossroads, Ballston y Courthouse en el fondo

El área metropolitana incluye a las siguientes principales ciudades (aunque la mayoría de ellas no están incorporadas; por ejemplo, Arlington, es en realidad un condado):
- Distrito de Columbia
- Arlington, Virginia
- Alexandria, Virginia
- Bethesda, Maryland
- Bowie, Maryland
- Centreville, Virginia
- Chantilly, Virginia
- College Park, Maryland
- Fairfax, Virginia
- Falls Church, Virginia
- Frederick, Maryland
- Gaithersburg, Maryland
- Germantown, Maryland
- Herndon, Virginia
- Leesburg, Virginia
- Manassas, Virginia
- Reston, Virginia
- Rockville, Maryland
- Silver Spring, Maryland
- Suitland, Maryland
- Takoma Park, Maryland
- Tysons Corner, Virginia
- Vienna, Virginia
- Waldorf, Maryland